# Île Longue (Kerguelen)
Île Longue je jedan od otoka u otočju Kerguelen koji se nalazi u blizini jugoistočne obale Grande Terre, glavnog otoka.
Najviša točka je planina Pic d'Antoine, na 270 metara.
Od 1950., na otoku se, u svrhu opskrbe svježim mesom naselja Port-aux-Français, uzgaja oko 3500 ovaca iz slobodnog uzgoja.